# Esquirol llistat de Califòrnia
L'esquirol llistat de Califòrnia (Neotamias obscurus) és una espècie de rosegador de la família dels esciúrids. Viu a Mèxic (Baixa Califòrnia) i els Estats Units (Califòrnia). S'alimenta de pinyons, núcules, fruita i flors. Els seus hàbitats naturals són les zones àrides i semiàrides amb plantes de les espècies Pinus monophylla, Juniperus californicus, Quercus chrysolepsis, Yucca brevifolia, Opuntia, Chrysothamnus viscidiflorus i Artemesia tridentata. Està amenaçat per la caça i per la fragmentació del seu entorn.